# Alphonse Bertillon
Alphonse Bertillon, född 24 april 1853 i Paris, död där 13 februari 1914, var en fransk antropolog; son till Louis-Adolphe Bertillon och bror till Jacques Bertillon.
Bertillon var chef för en avdelning av polisprefekturen i Paris (Service de l'identité judiciaire). Han var upphovsman till de antropometriska signalementen till identifiering av tidigare straffade brottslingar. För sitt system, som kom till användning i en mängd länder i och utanför Europa, redogjorde han bland annat i Identification anthropométrique. Instructions signalétiques (andra omarbetade upplagan 1893) och i La photographie judiciaire (1890). 